# John K. McNulty
John Kent McNulty (geboren 13. Oktober 1934 in Buffalo; gestorben 26. September 2020 in Berkeley) war ein US-amerikanischer Rechtswissenschaftler.

## Leben
John K. McNulty studierte am Swarthmore College und danach Rechtswissenschaften unter anderem bei Friedrich Kessler an der Yale Law School. Er war dort Herausgeber des Yale Law Journal. McNulty arbeitete 1959/60 als Assistent beim Richter Hugo Black am Obersten Gerichtshof der Vereinigten Staaten. Er erhielt 1961 die Zulassung als Anwalt im Staat Ohio und 1964 am United States Supreme Court. 
McNulty wurde 1964 Dozent an der University of California, Berkeley, 1991 wurde er Professor, er wurde 2002 emeritiert. 1976 erhielt er eine Guggenheim Fellowship. McNulty spezialisierte sich auf das Steuerrecht und das internationale Steuerrecht. Er war Mitglied des American Law Institute und der Steuerrechtsgruppe in der American Bar Association. 

## Schriften (Auswahl)
- Federal Income Taxation of Individuals in a Nutshell. 1988
- mit Richard A Westin, Richard C. E. Beck: Federal Income Taxation of S Corporations. 1992
- Federal Income Taxation of Business Enterprises. 1995
- mit Grayson M P McCouch: Federal Estate and Gift Taxation. 2003